# ABC Paulista
ABC paulista, Región del Gran ABC o ABCD (en portugués ABC paulista, Região do Grande ABC o ABCD) es una región industrial formada por siete municipios de la Región Metropolitana de São Paulo: Santo André (A); São Bernardo do Campo (B); São Caetano do Sul (C); Diadema (D) Mauá, Ribeirão Pires y Rio Grande da Serra.
En Santo André también están localizados los distritos de Capuava y Paranapiacaba, así como el subdistrito de Utinga, también llamado 2º subdistrito. En São Bernardo do Campo, el distrito de Riacho Grande. En Ribeirão Pires, los distritos de Ouro Fino Paulista y Santa Luzia. El barrio de Rudge Ramos, en São Bernardo do Campo, y los barrios de Piraporinha y de Eldorado, en Diadema, no constituyen legalmente distritos, pero desempeñan funciones polarizadoras en sus respectivas áreas.
São Caetano do Sul es el municipio con menor superficie del Gran ABC, con aproximadamente 20 km². São Bernardo do Campo tiene la mayor población residente y la mayor área. Santo André cuenta con la mayor población rotativa, con cerca de tres millones de personas que circulan por la ciudad todos los días.
El acceso desde la ciudad de São Paulo a esta región se realiza principalmente a través de las autopistas Anchieta e Imigrantes, por las avenidas Cupecê, dos Bandeirantes, do Estado y Salim Farah Maluf, por los corredores de trolebús de la EMTU-SP y por los trenes urbanos de la CPTM.
La historia de la región del ABC paulista comenzó con su ocupación por los indígenas y por los portugueses que, liderados por Martim Afonso de Sousa y João Ramalho, fundaron en 1553 la villa de Santo André da Borda do Campo, de donde se inició la ocupación de todo el planalto paulista y que daría origen, el año siguiente, a la villa de São Paulo de Piratininga, actual ciudad de São Paulo.
El ABC fue el primer centro de la industria automotriz brasileña. La región es sede de diversas industrias, como Mercedes-Benz, Ford, Volkswagen y General Motors, entre otras. La presencia de industrias de ese porte hizo que la región fuera la cuna del movimiento sindical en Brasil. Las huelgas de los obreros fueron fuertes en las décadas de 1970 y 1980, y de ahí nació la proyección nacional del por entonces líder sindicalista Luiz Inácio Lula da Silva, posteriormente electo Presidente de Brasil.
En 1978, en plena dictadura, los metalúrgicos del ABC paulista se declaran en huelga –a pesar de que es ilegal– y se enfrentan a las desatadas fuerzas del orden.

### Sitios gubernamentales
- Santo André
- São Bernardo do Campo
- São Caetano do Sul
- Diadema
- Mauá
- Ribeirão Pires
- Rio Grande da Serra Archivado el 30 de abril de 2008 en Wayback Machine.

### Prensa regional
- Periódico Repórter Diário
- TV Mais ABC Archivado el 9 de abril de 2008 en Wayback Machine.

### Universidades y facultades
- Imes - Universidad Municipal de São Caetano do Sul
- Faculatad de Derecho de São Bernardo do Campo
- Centro Universitario de la FEI
- Fundación y Facultad de Medicina del ABC
- Fundación Santo André
- Instituto Mauá de Tecnología
- UFABC - Universidad Federal del ABC
- Facultad Interacción Americana
- Universidad Metodista de São Paulo
- Colegio y Facultad Anchieta

### Otros
- Consorcio Intermunicipal del Gran ABC

- Datos: Q287199
- Multimedia: ABC Region / Q287199